# پوماسیلو (پوماسیلوکوچا)
پوماسیلو (به اسپانیایی: Pumasillo) یک کوه در پرو است که در Peru, Cusco Region واقع شده‌است. پوماسیلو ۵٬۱۰۰ متر بالاتر از سطح دریا واقع شده‌است.